# 동남아시아 우호협력조약
동남아시아 우호협력조약(Treaty of Amity and Cooperation in Southeast Asia, TAC, 문화어: 동남아시아 친선 및 협조 조약)은 동남아시아 국가들 간 강화 조약으로서, 동남아시아 국가 연합(ASEAN)을 조직한 동남아시아의 10개국 지정학적 단체들이 체결하였다.

## 역사
1976년 2월 24일, 이 조약은 ASEAN을 조직한 구성원들의 리더들에 의해 발효되었으며 이 구성원들의 이름은 리콴유, 페르디난드 마르코스, 큭릿 쁘라못, 수하르토이다.
이 조약은 유엔 총회에 의해 승인되었다.

## 원칙
조약의 목적은 동남아시아 사람들 간의 지속적인 평화와 우정, 협력을 제고하여 관계를 증진시키고 굳건하게 하며 가깝게 하는 것이다.
국가 간 관계에서 조약 체결국들은 다음의 기초적인 원칙들을 준수해야 한다.
a. 모든 국가의 주권, 영토 보존, 평등 등을 상호 존중
b. 외압으로부터 자유롭게 국가로서 존재할 권리
c. 당사자 상호 내정 불간섭
d. 분쟁을 평화적 수단으로 해결
e. 무력에 의한 위협, 행사의 포기
f. 당사국 간의 효율적인 협력

## 가맹국
다음의 표는 조약에 가맹한 국가들의 목록으로, 시간순으로 나열한다:
| 조약에 가맹한 국가들 | 조약에 가맹한 국가들   | 조약에 가맹한 국가들 |
|                      | 나라                   | 날짜                 |
| -------------------- | ---------------------- | -------------------- |
| 1                    | 인도네시아             | 1976년 2월 24일      |
| 2                    | 말레이시아             | 1976년 2월 24일      |
| 3                    | 필리핀                 | 1976년 2월 24일      |
| 4                    | 싱가포르               | 1976년 2월 24일      |
| 5                    | 태국                   | 1976년 2월 24일      |
| 6                    | 브루나이               | 1984년 1월 7일       |
| 7                    | 파푸아뉴기니           | 1989년 7월 5일       |
| 8                    | 라오스                 | 1992년 6월 29일      |
| 9                    | 베트남                 | 1992년 7월 22일      |
| 10                   | 캄보디아               | 1995년 1월 23일      |
| 11                   | 미얀마                 | 1995년 7월 27일      |
| 12                   | 중화인민공화국         | 2003년 10월 8일      |
| 13                   | 인도                   | 2003년 10월 8일      |
| 14                   | 일본                   | 2004년 7월 2일       |
| 15                   | 파키스탄               | 2004년 7월 2일       |
| 16                   | 대한민국               | 2004년 11월 27일     |
| 17                   | 러시아                 | 2004년 11월 29일     |
| 18                   | 뉴질랜드               | 2005년 7월 25일      |
| 19                   | 몽골                   | 2005년 7월 28일      |
| 20                   | 오스트레일리아         | 2005년 12월 10일     |
| 21                   | 프랑스                 | 2006년 7월 20일      |
| 22                   | 동티모르               | 2007년 1월 13일      |
| 23                   | 방글라데시             | 2007년 8월 1일       |
| 24                   | 스리랑카               | 2007년 8월 1일       |
| 25                   | 조선민주주의인민공화국 | 2008년 7월 24일      |
| 26                   | 미국                   | 2009년 7월 23일      |
| 27                   | 캐나다                 | 2010년 7월 23일      |
| 28                   | 튀르키예               | 2010년 7월 23일      |
| 29                   | 유럽 연합              | 2012년 7월 12일      |
| 30                   | 영국                   | 2012년 7월 12일      |
| 31                   | 브라질                 | 2012년 11월 17일     |
| 32                   | 노르웨이               | 2013년 7월 1일       |
| 33                   | 칠레                   | 2016년 9월 6일       |
| 34                   | 이집트                 | 2016년 9월 6일       |
| 35                   | 모로코                 | 2016년 9월 6일       |
| 36                   | 아르헨티나             | 2018년 8월 1일       |
| 37                   | 이란                   | 2018년 8월 1일       |
| 38                   | 페루                   | 2018년 7월 31일      |
| 39                   | 바레인                 | 2019년 11월 2일      |
| 40                   | 독일                   | 2019년 11월 2일      |
| 41                   | 콜롬비아               | 2020년 11월 10일     |
| 42                   | 쿠바                   | 2020년 11월 10일     |
| 43                   | 남아프리카 공화국      | 2020년 11월 10일     |
| 44                   | 덴마크                 | 2022년 8월 3일       |
| 45                   | 그리스                 | 2022년 8월 3일       |
| 46                   | 네덜란드               | 2022년 8월 3일       |
| 47                   | 오만                   | 2022년 8월 3일       |
| 48                   | 카타르                 | 2022년 8월 3일       |
| 49                   | 아랍에미리트           | 2022년 8월 3일       |
| 50                   | 우크라이나             | 2022년 11월 10일     |
| 51                   | 사우디아라비아         | 2023년 7월 12일      |
| 52                   | 쿠웨이트               | 2023년 09월 04일     |
| 53                   | 파나마                 | 2023년 09월 04일     |
| 54                   | 세르비아               | 2023년 09월 04일     |
| 55                   | 룩셈부르크             | 2024년 10월 10일     |
| 56                   | 알제리                 | 2025년 07월 09일     |
| 57                   | 우루과이               | 2025년 07월 09일     |